# Grimpeur de Maui
Paroreomyza montana
Espèce
Statut de conservation UICN

 EN  : En danger
Le Grimpeur de Maui (Paroreomyza montana) est une espèce d'oiseaux de la famille des Fringillidae.

## Liste des taxons de rang inférieur
Liste des sous-espèces selon GBIF (15 mai 2021) :
- Paroreomyza montana subsp. montana
- Paroreomyza montana subsp. newtoni (Rothschild, 1893)

## Systématique
Le nom scientifique complet (avec auteur) de ce taxon est Paroreomyza montana (S.B.Wilson, 1890).
Ce taxon porte en français le nom vernaculaire ou normalisé suivant : Grimpeur de Maui.